# Закрылок Гоуджа

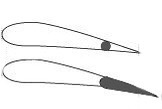

Закрылок Гоуджа — элемент механизации крыла самолёта. Служит для улучшения характеристик на посадке, в частности, для снижения посадочной скорости. В закрылках Гоуджа вместе с увеличением вогнутости увеличивается площадь крыла. Это даёт возможность уменьшить взлётную дистанцию и увеличить подъёмную силу. Такой вид закрылков успешно применялся на таких самолётах как Short Sunderland и Short Stirling. Изобрёл закрылок в 1936 году английский инженер сэр Артур Гоудж из компании Short Brothers.